# Тодорова, Рита
Рита Тодорова (болг. Рита Тодорова; род. 18 августа 1958, неизвестно) — болгарская гребчиха, выступавшая за сборную Болгарии по академической гребле в 1970-х и 1980-х годах. Серебряная призёрка летних Олимпийских игр в Москве, обладательница бронзовой медали регаты «Дружба-84», победительница и призёрка регат национального значения.

## Биография
Рита Тодорова родилась 18 августа 1958 года.
Дебютировала на взрослом международном уровне в сезоне 1978 года, когда вошла в основной состав болгарской национальной сборной и выступила на чемпионате мира в Карапиро, где заняла четвёртое место в программе распашных рулевых четвёрок. Год спустя на аналогичных соревнованиях в Бледе вновь была четвёртой в той же дисциплине.
Благодаря череде удачных выступлений удостоилась права защищать честь страны на летних Олимпийских играх 1980 года в Москве — в составе распашного четырёхместного экипажа, куда также вошли гребчихи с Марийка Модева, Гинка Гюрова, Искра Велинова и рулевая Надя Филипова, в решающем финальном заезде пришла к финишу второй, уступив чуть больше секунды экипажу из Восточной Германии, и тем самым завоевала серебряную олимпийскую медаль.
После московской Олимпиады Тодорова осталась в составе гребной команды Болгарии и продолжила принимать участие в крупнейших международных регатах. Так, в 1981 году она побывала на мировом первенстве в Мюнхене, где заняла четвёртое место в зачёте безрульных двоек.
В 1983 году на чемпионате мира в Дуйсбурге пришла к финишу шестой в рулевых четвёрках.
Рассматривалась в числе основных кандидаток на участие в Олимпийских играх 1984 года в Лос-Анджелесе, однако Болгария вместе с несколькими другими странами социалистического лагеря бойкотировала эти соревнования по политическим причинам. Вместо этого Тодорова выступила на альтернативной регате «Дружба-84» в Москве, откуда привезла награду бронзового достоинства, выигранную в безрульных двойках.
На мировом первенстве 1987 года в Копенгагене заняла шестое место в восьмёрках.
Находясь в числе лидеров болгарской национальной сборной, благополучно прошла отбор на Олимпийские игры 1988 года в Сеуле — на сей раз попасть в число призёров не смогла, показала в восьмёрках пятый результат. Вскоре по окончании этих соревнований приняла решение завершить спортивную карьеру.